# Pierre Moncorbier
Pierre Moncorbier, né Pierre Delbos le 10 juillet 1907 à Vanves, et mort le 21 mars 1978 à Issy-les-Moulineaux, est un acteur français.

## Filmographie

### Cinéma
- 1946 : Monsieur Grégoire s'évade de Jacques Daniel-Norman : un policier
- 1946 : L'assassin n'est pas coupable de René Delacroix
- 1946 : Le Père tranquille de René Clément : le professeur de violon
- 1947 : Monsieur Chasse de Willy Rozier : le commissaire
- 1947 : La Kermesse rouge de Paul Mesnier
- 1948 : La Dame d'onze heures de Jean Devaivre
- 1948 : La Vie en rose de Jean Faurez : un professeur
- 1949 : Histoires extraordinaires de Jean Faurez
- 1950 : La Soif des hommes de Serge de Poligny : le Savoyard
- 1950 : Dieu a besoin des hommes de Jean Delannoy : un pêcheur
- 1951 : Monsieur Fabre de Henri Diamant-Berger
- 1951 : Une histoire d'amour de Guy Lefranc : le valet des Mareuil
- 1952 : Douze Heures de bonheur de Gilles Grangier : le gendarme Mérovée
- 1952 : Les femmes sont des anges de Marcel Aboulker : le notaire
- 1952 : Le Chemin de Damas de Max Glass
- 1953 : Le Père de Mademoiselle de Marcel L'Herbier et Robert-Paul Dagan : l'huissier
- 1953 : Capitaine Pantoufle de Guy Lefranc : le garçon
- 1953 : Virgile de Carlo Rim
- 1953 : Les Amoureux de Marianne de Jean Stelli
- 1954 : Touchez pas au grisbi de Jacques Becker : un barman
- 1954 : La Castiglione (La Contessa di Castiglione) de Georges Combret : un dignitaire
- 1954 : Obsession de Jean Delannoy : le secrétaire de Chardin
- 1954 : La Reine Margot de Jean Dréville : un huguenot
- 1955 : French Cancan de Jean Renoir : l'huissier
- 1955 : Chantage de Guy Lefranc
- 1955 : Interdit de séjour de Maurice de Canonge
- 1956 : La Bande à papa de Guy Lefranc : le gérant de l'hôtel
- 1956 : Marie-Antoinette reine de France de Jean Delannoy : l'huissier
- 1956 : La Châtelaine du Liban de Richard Pottier : le radio
- 1956 : La vie est belle de Roger Pierre et Jean-Marc Thibault : le professeur
- 1958 : Maigret tend un piège de Jean Delannoy : Moers, l’expert
- 1958 : Les Misérables de Jean-Paul Le Chanois
- 1958 : L'Eau vive de François Villiers : l'oncle vigneron
- 1958 : Suivez-moi jeune homme de Guy Lefranc
- 1958 : La Moucharde de Guy Lefranc
- 1959 : Cigarettes, Whisky et P'tites Pépées de Maurice Regamey : le notaire
- 1959 : Brigade des mœurs de Maurice Boutel
- 1959 : Oh ! Qué mambo de Jean Boyer : l'employé principal
- 1959 : Katia de Robert Siodmak : L'oncle de Ryssakov
- 1960 : La Corde raide de Jean-Charles Dudrumet : le détective
- 1960 : Le Président d'Henri Verneuil : un parlementaire
- 1961 : La Princesse de Clèves de Jean Delannoy : le peintre
- 1961 : Le Miracle des loups d'André Hunebelle : Maître Ghislain
- 1963 : L'Honorable Stanislas, agent secret de Jean-Charles Dudrumet : le faux prédicateur
- 1963 : OSS 117 se déchaîne d'André Hunebelle
- 1963 : Le Feu follet de Louis Malle et Philippe Collin : Moraine
- 1964 : Aurélia d'Anne Dastrée (court métrage) : un malade de l'asile psychiatrique
- 1964 : Monsieur de Jean-Paul Le Chanois : le serrurier
- 1965 : Yoyo de Pierre Etaix : le pique-assiettes
- 1965 : Le Jour d'après (Up from the Beach) de Robert Parrish : Field-keeper
- 1966 : Sale temps pour les mouches de Guy Lefranc
- 1967 : Le Soleil des voyous de Jean Delannoy : le client ivre
- 1967 : Le Grand Bidule de Raoul André
- 1968 : Salut Berthe de Guy Lefranc
- 1970 : L'Aveu de Costa-Gavras : le président
- 1971 : Les Petites filles modèles de Jean-Claude Roy
- 1973 : Salut l'artiste d'Yves Robert : Simon, le régisseur du théâtre
- 1975 : Que la fête commence de Bertrand Tavernier : l'abbé Fleury
- 1975 : L'Incorrigible de Philippe de Broca : le sexagénaire
- 1977 : Pourquoi ? d'Anouk Bernard : le pêcheur

### Télévision
- 1950 : Agence Nostradamus de Claude Barma (série télévisée)
- 1956 : Énigmes de l'histoire (série télévisée) : Moorhouse
- 1957 : Bartleby l'écrivain (téléfilm) : Bartleby
- 1958 : En votre âme et conscience :  L'Affaire Schwartzbard de Claude Barma
- 1958 : Un Don Juan (téléfilm) : le commandeur
- 1959 : La nuit de Tom Brown (téléfilm) : Tom, âgé
- 1959 : En votre âme et conscience :  L'Affaire Danval de Claude Barma
- 1960 : La terre est ronde (téléfilm) : le bourreau
- 1960 : L'histoire dépasse la fiction (série télévisée) : Cavalcanti
- 1962 : La Nuit des rois (téléfilm) : le prêtre
- 1962, 1964 et 1966 : Les Cinq Dernières Minutes de Claude Loursais (série télévisée) : le brigadier de la gendarmerie / Malavialle / Monsieur Parent
- 1963 : Le Chevalier de Maison-Rouge de Claude Barma (série télévisée)
- 1964 : Rocambole de Jean-Pierre Decourt (série télévisée) : Baron de Kermadec
- 1964 : L'huitre et la perle (téléfilm) : Wozzek
- 1965 : Les Saintes chéries de Jean Becker (série télévisée) : Barnabé
- 1965 : Gaspard des montagnes de Jean-Pierre Decourt (téléfilm) : l'avare
- 1966 : Un beau dimanche (téléfilm) : Bernier
- 1966 : Un mois à la campagne (téléfilm) : Schaaf
- 1966 et 1969 : En votre âme et conscience (série télévisée)
- 1967 : L'Amateur ou S.O.S. Fernand (série télévisée)
- 1967 : Salle n°8 (série télévisée) : M. Duroyer (ép. 54)
- 1970 : Adieu Mauzac, de Jean Kerchbron. Le téléfilm relate l’évasion du camp de Mauzac du 16 juillet 1942 ; Pierre Moncorbier joue le rôle de Marcel Fleuret.
- 1970 : La bande des Ayacks (téléfilm) : le notaire
- 1971 : Robert Macaire, (téléfilm de Robert Bureau  : M. Rémi
- 1971 : Le Voyageur des siècles de Jean Dréville (série télévisée) : le curé
- 1971 : Tang d'André Michel (série télévisée) : Monsieur Lordet (ép. 9)
- 1972 : Pot-Bouille de Yves-André Hubert (série télévisée) : M. Vuillaume
- 1973 : La Duchesse d'Avila (série télévisée) : Pascheco
- 1973 : L'étang de la Breure (série télévisée) : Sylvain
- 1974 : Messieurs les jurés : L'Affaire Savigné-Montorey de Pierre Nivollet
- 1974 : L'or et la fleur (téléfilm) : Briquebec
- 1975 : Jack (série télévisée) : Monsieur Archambault
- 1975 : Salvator et les Mohicans de Paris de Bernard Borderie (série télévisée)
- 1975 : Les peupliers de la Prétentaine (série télévisée) : Roland
- 1975 : Erreurs judiciaires (série télévisée) : Fogier, le paysan
- 1977 : Les Héritiers (série télévisée) : Raymond
- 1978 : Preuves à l'appui (série télévisée) : Meix
- 1978 : Le temps d'une république (série télévisée) : M. Ratin
- 1978 : Kakemono hôtel (téléfilm) : le vieil Adrien

## Théâtre
- 1949 : Le Pain dur de Paul Claudel, mise en scène André Barsacq, Théâtre de l'Atelier
- 1949 : Les Justes d'Albert Camus, mise en scène Paul Œttly, Théâtre Hébertot - Foka
- 1952 : La Tête des autres de Marcel Aymé, mise en scène André Barsacq, Théâtre de l'Atelier
- 1952 : La Maison brûlée d'August Strindberg, mise en scène Frank Sundström, Théâtre de Babylone
- 1954 : La Corde de Patrick Hamilton, mise en scène Jean Darcante, Théâtre de la Renaissance
- 1955 : Juge de son honneur ou l'Alcade de Zalamea de Pedro Calderón de la Barca, mise en scène Daniel Leveugle, Comédie de l'Est
- 1955 : Judas de Marcel Pagnol, mise en scène Pierre Valde, Théâtre de Paris
- 1958 : Le Pain des Jules d'Ange Bastiani, mise en scène Jean Le Poulain, Théâtre des Arts
- 1959 : La Punaise de Vladimir Maïakovski, mise en scène André Barsacq, Théâtre de l'Atelier
- 1960 : Le Tartuffe de Molière, mise en scène Roland Piétri, Comédie des Champs-Élysées
- 1960 : Les Joies de la famille de Philippe Hériat, mise en scène Claude Sainval, Comédie des Champs-Élysées, Théâtre de l'Ambigu
- 1961 : Les Joies de la famille de Philippe Hériat, mise en scène Claude Sainval, Théâtre des Célestins
- 1961 : Antigone de Jean Anouilh, mise en scène André Barsacq, Vienne
- 1969 : Ce fou de Platonov d'Anton Tchekhov, mise en scène Bernard Jenny, Théâtre du Vieux-Colombier
- 1970 : L'Enterrement d'Henry Monnier, mise en scène André Barsacq, Théâtre de l'Atelier
- 1971 : La Forêt de Alexandre Ostrovski, mise en scène André Barsacq, Théâtre de l'Atelier
- 1971 : Crime et Châtiment de Fiodor Dostoïevski, mise en scène Robert Hossein, Reims
- 1972 : Les Bas-fonds de Maxime Gorki, mise en scène Robert Hossein, Reims, Théâtre de l'Odéon
- 1975 : Crime et Châtiment de Dostoïevski, mise en scène Robert Hossein, Théâtre de Paris
- 1975 : Des souris et des hommes de John Steinbeck, mise en scène Robert Hossein, Théâtre de Paris
- 1975 : Othello de William Shakespeare, mise en scène Georges Wilson, Festival d'Avignon
- 1976 : Huis clos de Jean-Paul Sartre, mise en scène Andréas Voutsinás, Théâtre Gérard Philipe
- 1977 : La Putain respectueuse de Jean-Paul Sartre, mise en scène Jacques Weber, Théâtre Gérard Philipe